# 우사우타
우사우타는 야구에서 사이드암 형식으로 공을 던지고 타석에선 우타자의 타석으로 들어서는 야구 선수를 가리키는 단어이다.

## 설명
우사우타의 선수는 우언우타와 함께 우투우타 유형 중에 하나인 야구 선수 유형이다. 좌사좌타, 좌언좌타, 우사좌타, 우언좌타와는 달리 투수 외에 내야수인 야구 선수들도 포진된 야구 선수의 유형이다. 내야수에서는 2루수인 야구 선수가 우사우타인 선수가 많다. 우사우타인 선수로는 KBO에선 고영표, 임창용 등이 있으며 MLB에서는 월터 존슨이 우사우타인 선수가 된다.

## 같이 보기
- 야구
- 투수
- 타자